# (464514) 2016 CN
(464514) 2016 CN es un asteroide perteneciente al cinturón de asteroides, descubierto el 1 de marzo de 2005 por el equipo Spacewatch desde el Observatorio Nacional de Kitt Peak (Arizona, Estados Unidos).